# Симфонія № 3 (Лятошинський)
Симфонія № 3 сі мінор Бориса Лятошинського op. 50 вперше прозвучала 23 жовтня 1951 року в Києві на концерті пленуму Правління Спілки композиторів України (оркестр Київської філармонії, диригент — Натан Рахлін). Втім, симфонія наштовхнулась на критику на ідеологічному ґрунті, і композитор змушений був переробити симфонію. Перше виконання «виправленої» симфонії відбулось у 1955 р.

## Переслідування композитора і редагування симфонії
За спогадами сучасників, на прем'єрі твору публіка стоячи аплодувала Лятошинському. Незважаючи на це, невдовзі після прем'єри Спілка композиторів України на зборах за участю гостей із Москви М. Коваля та Е. Захарова засудила твір як «антинародний» і назвали його «формалістичним мотлохом, який треба спалити».
Причини цього зрозумілі: адже симфонія, написана невдовзі після Другої світової війни містила епіграф «Мир переможе війну», а фінал симфонії в початковій редакції був далеко не переможний, а трагічний. Композитору закидали, що він трактує тему війни «не як радянський прихильник миру, а як буржуазний пацифіст».
У своїх спогадах про Бориса Лятошинського композитор Анатолій Кос-Анатольський писав таке:
|  | На одному із композиторських пленумів, у 50-х роках у Києві виконували Третю симфонію Б. Лятошинського. Цей твір у першій редакції справив на мене глибоке, але трохи похмуре враження, і я уявив собі автора як людину замкнуту, сувору й похмуру. |

Щоб урятувати твір, Лятошинський змушений був переробити симфонію, зокрема замінити фінал на переможний і оптимістичний. Перше виконання симфонії у новій редакції пройшло у Ленінграді у 1955 р., диригував Євген Мравінський. Це було невипадковим — якщо б у Російській РСР симфонію «схвалили», у Києві композитора вже не могли б переслідувати за цей твір. Окрім того, авторитет Мравінського теж був певним захистом для твору. Після виконання симфонії у новій редакції ставлення до неї раптово змінилось, і її охрестили вагомим твором для української симфонічної музики.
Саме в цій редакції симфонія продовжувала виконуватись протягом десятиліть, аж поки ідеологічні табу не були зняті після розпаду СРСР. У початковій редакції симфонію виконали диригенти Володимир Сіренко та Ігор Блажков.

## Аналіз твору

Б.Лятошинський, симфонія № 3, перша тема вступу

Б.Лятошинський, симфонія № 3, друга тема вступу

Микола Гордійчук окреслює жанр цього твору як симфонічну драму. На це вказує як сам мистецький зміст твору, так і його композиційна ідея. Лятошинський послідовно застосовує принцип лейтмотивізму, а також, частково — монотематизму, адже різні частини циклу є в тісному зв'язку між собою завдяки внутрішній спорідненості ключових тематичних елементів.
Окрім того, композитор широко застосовує поліфонічні прийоми викладу й розгортання матеріалу: теми накладаються одна на одну, трансформуються, ускладнюються імітаціями, канонами (зокрема канонічними секвенціями), фугато тощо. При тому, поліфонію композитор застосовує не тільки в розробкових, але й в експозиційних розділах форми.
Дуже вагомою складовою цього твору є українська національна музика. Вузлові теми-лейтмотиви симфонії «проростають» із конкретних фольклорних джерел, але при тому є не цитатами, а авторськими рефлексіями до відповідних мелодій, і отримують власний, диктований саме цим твором змістовий заряд.
Третя симфонія — єдина чотиричастинна симфонія Лятошинського (усі інші його симфонії мають по три частини).

### Andante Maestoso

Б.Лятошинський, симфонія № 3, 1 частина, Головна партія

Б.Лятошинський, симфонія № 3, 1 частина, Побічна партія

Перший розділ написаний у сонатній формі та поєднує в собі пролог (як вступ сонатної форми) з матеріалом першого розділу сонатно-симфонічного циклу. У пролозі експонуються дві основні лейт-теми симфонії: драматично-руйнівна та лірико-героїчна. Саме друга тема походить з фольклорного джерела — з пісні «Журба за журбою, туга за тугою», яку композитор також аранжував для голосу й фортепіано. Від цієї пісні Лятошинський запозичив головно мотив довкола ходу з шостого ступеня через п'ятий до першого і назад.
Ці дві теми будуть у незмінному або варійованому вигляді з'являтися упродовж всієї симфонії. Перша тема прологу звучатиме у другій частині симфонії як «остинатне тло» (характеристика М. Гордійчука), на початку третьої частини, а також як головна партія фіналу симфонії. Цікаво, що негативна за своєю суттю тема у фіналі відіграє протилежну роль, сповнену «переможного пафосу» (М. Гордійчук). При тому варто пам'ятати, що це фінал у другій редакції, спричиненій ідеологічним тиском на композитора.
В експозиції першої частини дві теми є спорідненими за характером із двома темами прологу. Головна партія є дуже динамічною й активною, і заснована на наскрізному розвитку. Роль сполучної партії бере на себе та сама лірична тема зі вступу. В головну й сполучну партію паралельно «вплітаються» елементи першої теми прологу.
Побічна тема теж походить із народної музики (це — колядка), але крім того кореспондує із іншим твором самого Лятошинського — оперою «Золотий обруч», де те саме фольклорне джерело покладено в основу ключового лейтмотиву опери — Дажбога-сонця. На відміну від опери, у симфонії композитор замінює гармонічно-мінорний лад першоджерела на натуральний мінор, тим самим додаючи цій темі епічного відтінку.
У розробці композитор використовує всі чотири теми, і уникає уведення нового матеріалу, який би не випливав із них; при тому матеріал активно трансформується в умовах поліфонізованої фактури.
Напруга й динаміка розробки частково переходить і в репризу, де головна й побічна партії синтезуються між собою. При тому побічна партія переходить у коду, а закриває частину початкова тема: перша тема прологу.

### Andante con moto
Друга частина симфонії має глибоко ліричний і трагедійний характер. Тут знову звучать уже знайомі з прологу теми, які взаємодіють між собою. Перша, активна тема, перетворюється тут у остинатний (повторюваний) мотив із трьох нот, який звучить майже протягом усієї частини. Спершу це ненав'язливе «тло», але у середньому розділі цей мотив поступово стає все активнішим та агресивнішим, і перебирає на себе всю напругу перед репризою.
Друга тема з прологу (заснована на пісні «Журба за журбою, туга за тугою») відіграє тут роль провідної, лірично-трагедійної теми, якій протиставляється зловісне остинато. Також у цій частині з'являється тема побічної партії із першої частини, зокрема у середньому розділі.
Загальна форма цієї частини ділиться на три розділи (A → B → A1), елементи яких розташовані концентрично (порядок елементів у A1 протилежний до A).

### Скерцо
У третій частині симфонії композитор синтезує модель сонатної форми із тричастинністю таким чином, що побічна партія є близькою за драматургічною функцією до серединного розділу. Роль головної партії відіграє тема, яка заснована на матеріалі першої теми з прологу. Побічна, лірична тема за зовнішніми ознаками близька до українських веснянок. Ця тема з'явилась у другій редакції твору. У репризі веснянкова тема пропускається, натомість з'являється кода.

### Фінал
Як уже зазначалось, у оригінальній редакції твору фінал був іншим, трагічним. У цьому розділі описано «переможний» фінал другої редакції твору, яку композитор змушений був зробити через ідеологічний тиск, і який, здебільшого, аналізується в музикознавчій літературі. М. Гордійчук зазначає, що цьому фіналу притаманна «святково-картинна прямолінійність задуму, значною мірою позбавлена того драматизму, яким позначалися всі попередні частини твору».
Перша тема із прологу симфонії, яка протягом попередніх частин втілювала негативний, агресивний образ, у фіналі трансформується і перетворюється у «переможну», «життєствердну» тему і береться за основу головної партії сонатної форми.
«Чуттєво-пристрасна» (за характеристикою М. Гордійчука) побічна партія містить елементи спорідненості із побічною партією (веснянкою) із Скерцо. Втім, вона радше продовжує собою головну партію, ніж явно із нею контрастує. Тема є великим тричастинним епізодом, з динамічною репризою.
Розробка складається із чотирьох розділів, і розпочинається відразу після закінчення побічної партії. У першому розділі «урочисто» звучить головна партія. М. Гордійчук висловлює припущення, що тут змальовується «масовість походу». У другому — головна партія зазнає активніших перетворень (зокрема, використано інверсію елементів головної теми). У третьому розділі головна й побічна партії звучать одночасно (головна: валторни і труби, побічна: фаготи і струнні). У четвертому розділі поєднуються між собою дві побічні партії: з першої та четвертої частин симфонії. Згодом до них доєднується також головна партія фіналу.
У репризі композитор пропускає побічну партію, що компенсується кодою («апофеоз-кода» за характеристикою М. Гордійчука), де урочисто й могутньо звучить побічна партія із першої частини циклу, яка виконує тут функцію життєствердного підсумку фіналу.